# Shahrestān di 'Abbāsābād
Lo shahrestān di 'Abbāsābād (farsi شهرستان عباس‌آباد) è uno dei 20 shahrestān della provincia del Mazandaran, il capoluogo è 'Abbas Abad. Lo shahrestān è suddiviso in 2 circoscrizioni (bakhsh): 
- Kelarabad (بخش مرکزی), con la città di Kelarabad
- Salman Shahr (بخش سلمان شهر), con la città di Salman Shahr